# Dlouhá Lhota (powiat Przybram)
Dlouhá Lhota – wieś i gmina w Czechach, w powiecie Przybram, w kraju środkowoczeskim. 1 stycznia 2014 liczyła 397 mieszkańców.